# Massacre de Suzano
Le massacre de Suzano est une tuerie en milieu scolaire qui s’est produite le 13 mars 2019 à l'école publique Professor Raul Brasil, située à Suzano près de la ville de São Paulo, au Brésil. Deux anciens élèves ont tué deux membres du personnel et six autres élèves, avant de se suicider dans un couloir de l'école,,,.

## Le massacre
Un enregistrement d'une caméra située devant l'entrée de l'école montre les deux jeunes gens arriver dans une voiture blanche puis se précipiter dans l'école l'un après l'autre à quelques secondes d'intervalle. Ils portent des masques noir de squelette et des combinaisons noires,
Le déroulement de la fusillade comprend de fortes similitudes avec la fusillade de Columbine en 1999 aux États-Unis et la tuerie du lycée technique de Kertch en Crimée en octobre 2018.
Il s'agit de la première fusillade majeure en milieu scolaire au Brésil depuis celle de Realengo, survenue huit ans auparavant,

## Les auteurs
- Luiz Henrique de Castro (né le 16 mars 1993 à Suzano)
- Guilherme Taucci Monteiro (né le 13 ou 5 juillet 2001 à Mogi das Cruzes)

Les deux auteurs sont d'anciens élèves de l'école. Leur motivation reste inconnue à ce jour ; de nombreuses photos circulant sur les réseaux sociaux montrent l'un des auteurs mimant son suicide, ce qui laisse à penser qu'il était dépressif. La mère de Guilherme affirme dans la presse que son fils avait quitté cette école à cause du harcèlement scolaire qu'il subissait. C'est aussi ce que confirme un ancien professeur de l'école,,

## Victimes

### Morts
Élèves
- Caio Oliveira, 15 ans
- Claiton Antônio Ribeiro, 17 ans
- Douglas Murilo Celestino, 16 ans
- Kaio Lucas da Costa Limeira, 15 ans
- Samuel Melquíades Silva de Oliveira, 16 ans

Personnel de l'école
- Marilena Ferreira Vieira Umez, 59 ans
- Eliana Regina de Oliveira Xavier, 38 ans

Famille du tireur
- Jorge Antônio Moraes, 51 ans, oncle de Guilherme Taucci Monteiro